# Diomede Gonzaga

Stemma dei Gonzaga dal 1328 al 1389.

Diomede Gonzaga (Mantova, 1360/1369 – 1447) è stato un nobile e politico italiano.

## Biografia
Era figlio di Francesco Gonzaga di Guido, di Guido Gonzaga, secondo Capitano del Popolo di Mantova.
Nel 1387 fu investito di alcune terre a Gonzaga. 
Nel 1388 il fratello Sagramoso vescovo di Mantova venne accusato di omicidio di un camerlengo di Francesco, ricevendo la scomunica papale. Nel 1390 l'accusa di omicidio venne però imputata ad Antonio della Torre e a Diomede, fratello del vescovo Sagramoso.
Ricoprì la carica di podestà di alcuni comuni: nel 1425 di Ostiglia e nel 1441 di Canneto sull'Oglio. Nel 1443 fu vicario di Revere.
Morì nel 1447.

## Discendenza
Diomede sposò in prime nozze Costanza della Paga (?-1400) e in seconde nozze Giovanna Gonzaga (?-1443) di Bovanenturino, dalle quali ebbe due figli legittimi:
- Isabetta, sposò Giacomo della Torre
- Agnese (1403-?), sposò Pietroterzo Tridapali

Dall'amante Gaspara da Verona ebbe due figli naturali:
- Nicola (?-1425)
- Camilla

## Ascendenza
|                            |                         |                           | Genitori                              |  |  | Nonni |  |  | Bisnonni        |  |  | Trisnonni     |  |
|                            |                         |                           |                                       |  |  |       |  |  | Luigi I Gonzaga |  |  | Guido Corradi |  |
|                            |                         |                           |                                       |  |  |       |  |  | Luigi I Gonzaga |  |  | Guido Corradi |  |
|                            |                         | Estrambina di San Martino |                                       |  |  |       |  |  | Luigi I Gonzaga |  |  |               |  |
| Guido Gonzaga              |                         |                           |                                       |  |  |       |  |  | Luigi I Gonzaga |  |  |               |  |
|                            |                         | Richilda Ramberti         | Ramberto Ramberti                     |  |  |       |  |  |                 |  |  |               |  |
|                            |                         | Richilda Ramberti         | Ramberto Ramberti                     |  |  |       |  |  |                 |  |  |               |  |
|                            |                         | Richilda Ramberti         | Margherita di Almerico dei Levallongo |  |  |       |  |  |                 |  |  |               |  |
| Francesco Gonzaga di Guido |                         | Richilda Ramberti         |                                       |  |  |       |  |  |                 |  |  |               |  |
|                            |                         | Edoardo I di Bar          | Enrico III di Bar                     |  |  |       |  |  |                 |  |  |               |  |
|                            |                         | Edoardo I di Bar          | Enrico III di Bar                     |  |  |       |  |  |                 |  |  |               |  |
|                            |                         | Edoardo I di Bar          | Eleonora d'Inghilterra                |  |  |       |  |  |                 |  |  |               |  |
| Beatrice di Bar            |                         | Edoardo I di Bar          |                                       |  |  |       |  |  |                 |  |  |               |  |
|                            |                         | Maria di Borgogna         | Roberto II di Borgogna                |  |  |       |  |  |                 |  |  |               |  |
|                            |                         | Maria di Borgogna         | Roberto II di Borgogna                |  |  |       |  |  |                 |  |  |               |  |
|                            |                         | Maria di Borgogna         | Agnese di Francia                     |  |  |       |  |  |                 |  |  |               |  |
| Diomede Gonzaga            |                         | Maria di Borgogna         |                                       |  |  |       |  |  |                 |  |  |               |  |
|                            | Bernardino I da Polenta | Ostasio I da Polenta      |                                       |  |  |       |  |  |                 |  |  |               |  |
|                            | Bernardino I da Polenta | Ostasio I da Polenta      |                                       |  |  |       |  |  |                 |  |  |               |  |
|                            | Bernardino I da Polenta | …                         |                                       |  |  |       |  |  |                 |  |  |               |  |
| Guido III da Polenta       | Bernardino I da Polenta |                           |                                       |  |  |       |  |  |                 |  |  |               |  |
|                            |                         | Maddalena Balbi           | …                                     |  |  |       |  |  |                 |  |  |               |  |
|                            |                         | Maddalena Balbi           | …                                     |  |  |       |  |  |                 |  |  |               |  |
|                            |                         | Maddalena Balbi           | …                                     |  |  |       |  |  |                 |  |  |               |  |
| Eletta (Lete) da Polenta   |                         | Maddalena Balbi           |                                       |  |  |       |  |  |                 |  |  |               |  |
|                            |                         | Obizzo III d'Este         | Aldobrandino II d'Este                |  |  |       |  |  |                 |  |  |               |  |
|                            |                         | Obizzo III d'Este         | Aldobrandino II d'Este                |  |  |       |  |  |                 |  |  |               |  |
|                            |                         | Obizzo III d'Este         | Alda Rangoni                          |  |  |       |  |  |                 |  |  |               |  |
| Elisa d'Este               |                         | Obizzo III d'Este         |                                       |  |  |       |  |  |                 |  |  |               |  |
|                            |                         | Lippa Ariosti             | Iacopo Ariosti                        |  |  |       |  |  |                 |  |  |               |  |
|                            |                         | Lippa Ariosti             | Iacopo Ariosti                        |  |  |       |  |  |                 |  |  |               |  |
|                            |                         | Lippa Ariosti             | …                                     |  |  |       |  |  |                 |  |  |               |  |
|                            |                         | Lippa Ariosti             |                                       |  |  |       |  |  |                 |  |  |               |  |